# Musée Field
Le musée Field (en anglais : Field Museum of Natural History ; en français : « musée Field d'histoire naturelle ») est un musée d'histoire naturelle situé à Chicago au 1400 South Lake Shore Drive, en bordure du lac Michigan. C'est l'un des musées les plus importants du monde.
Il fait partie de l'ensemble connu sous le nom de Museum Campus, dans le coin sud-est de Grant Park. Le musée Field fut conçu par Daniel Burnham et le cabinet d'architectes Graham, Anderson, Probst & White. L'architecture de l'immeuble reflète le style néo-classique initié par l'Exposition universelle de 1893 (World's Columbian Exposition) dans les années 1890. Il ouvre sous le nom de « Columbian Museum of Chicago » le 16 septembre 1893 mais est renommé en 1905 en hommage à Marshall Field (1834-1906), un important donateur. La collection du musée compte plus de trente millions de spécimens. Le président du musée est Richard W. Lariviere. Le bâtiment a été classé sur la liste du Registre national des lieux historiques (National Register of Historic Places ; NRHP) le 5 septembre 1975.
Certaines pièces exposées dans le musée Field comprennent une grande collection de squelettes de dinosaures (dont Sue, le squelette le plus grand et le plus complet de Tyrannosaurus rex actuellement connu), une exposition complète sur l'évolution de la planète (s'étalant sur quatre milliards d'années), des expositions anthropologiques complètes sur les sciences humaines et culturelles (avec notamment des objets datant de l'Égypte antique et de la civilisation précolombienne, mais aussi en provenance du Nord-Ouest du Pacifique, des îles du Pacifique ou encore du Tibet), une grande collection taxidermique diversifiée (comprenant de grands mammifères dont deux éléphants d'Afrique et plusieurs félins dont des Lions de Tsavo qui proviennent du film  L'Ombre et la Proie sorti en 1996) et une exposition sur les Amériques antiques qui possède une grande collection d'objets amérindiens et aztèques.
Le musée Field est organisé en quatre principaux départements : l'anthropologie, la zoologie, la botanique et la géologie.

## Histoire

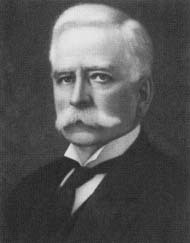
Marshall Field, l'homme qui permit l'ouverture du musée grâce à un important don.

Le musée Field a été créé le 16 septembre 1893 à Chicago, dans l'État de l'Illinois, sous le nom de « Columbian Museum » avec pour but « l'accumulation et la diffusion des connaissances et la préservation et l'exposition d'objets illustrant l'art, l'archéologie, les sciences et l'histoire ». Le musée a été construit lors de l'Exposition universelle de 1893 au Palais des Beaux-Arts (qui abrite aujourd'hui le musée des Sciences et de l'Industrie ; en anglais : Museum of Science and Industry).
Le 31 octobre 1893, l'ornithorynque, une espèce de canard, a été le premier mammifère à être répertorié et exposé au musée. En 1894, le nom du musée a été changé en Columbian Museum, et en 1905, en Field Museum of Natural History en l'honneur au premier grand bienfaiteur du musée, Marshall Field qui fit don d'un million de dollars, avec la complétion du nom par Natural History pour mieux mettre l'accent sur le fait qu'il est également question d'histoire naturelle.
En 1921, le musée a déménagé de son emplacement d'origine au Palais des Beaux-Arts de Chicago, à son emplacement actuel où il fait partie d'un vaste ensemble appelé Museum Campus, situé en bordure du lac Michigan, dans le secteur communautaire de Near South Side. Il est niché entre Northerly Island à l'est, Grant Park au nord, et le stade de Soldier Field au sud. Faisant partie du Chicago Park District, le Museum Campus est un parc proche du centre-ville, qui comprend d'autres musées prestigieux tels que l'aquarium John G. Shedd (Shedd Aquarium) et le planétarium Adler (Adler Planetarium). De 1943 à 1966, le musée était connu comme étant le « musée d'histoire naturelle de Chicago ».
Selon le Département des affaires culturelles de la ville de Chicago (Chicago Department of Cultural Affairs), le musée Field était en 2006, la principale attraction culturelle à Chicago en termes de visiteurs mais ce titre a été donné en 2007 à l'aquarium John G. Shedd.

## Présentation

### Expositions permanentes
La plupart des expositions d'origines du musée proviennent de l'Exposition universelle de 1893. Aujourd'hui, le musée présente des expositions permanentes qui comprennent :

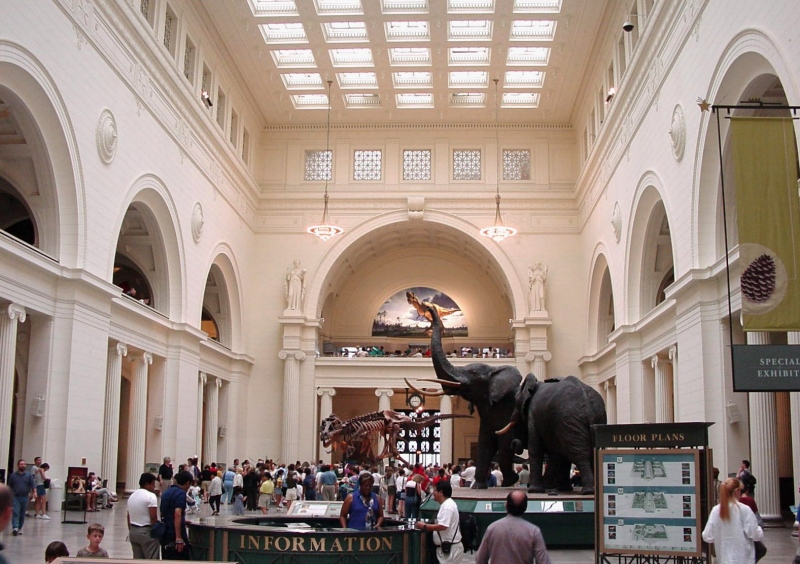
Éléphants dans la salle principale.

- des expositions d'animaux du monde (Animal Exhibitions and Diorama) : présente une exposition de mammifères d'Asie et d'Afrique représentés dans leurs habitats naturels – soigneusement reconstitués –, permettant aux visiteurs de voir de près leurs divers modes de vie. Se trouvant notamment dans l'exposition, les lions de Tsavo, mis en vedette en 1996 dans le film L'Ombre et la proie ;
- le Grainger Hall of Gems : une galerie possédant une grande collection de diamants et de pierres précieuses provenant du monde entier ;
- l'Aventure du Sous-sol (Underground Adventure) : donne aux visiteurs un aperçu sur le monde qui se construit sous leurs pieds. Les visiteurs peuvent voir comment les insectes détournent la terre et le sable pour construire leurs habitats, tout en s'informant et en apprenant sur la biodiversité des sols et de l'importance qu'apporte le bon équilibre des sols ;
- l'Égypte antique : offre un aperçu de ce qu'était la vie des Égyptiens dans l'Égypte antique. Vingt-trois momies humaines sont exposées ainsi que de nombreux animaux momifiés. L'exposition présente un tombeau et une pièce remplie de hiéroglyphes vieilles de cinq mille ans que les visiteurs peuvent scruter. Les visiteurs peuvent également poser des questions à des spécialistes de l'Égypte antique présents sur place qui ont aider à déchiffrer ces hiéroglyphes. Il y a également de nombreuses expositions interactives, tant pour les enfants que les adultes, ainsi que d'un sanctuaire dédié à la déesse-lionne Sekhmet et son aspect moins terrible, la chatte Bastet. Une caractéristique populaire de l'exposition est la réplique de la chapelle de la tombe d'Ounasânkh, le fils d'Ounas – le dernier pharaon de la Cinquième dynastie égyptienne ;

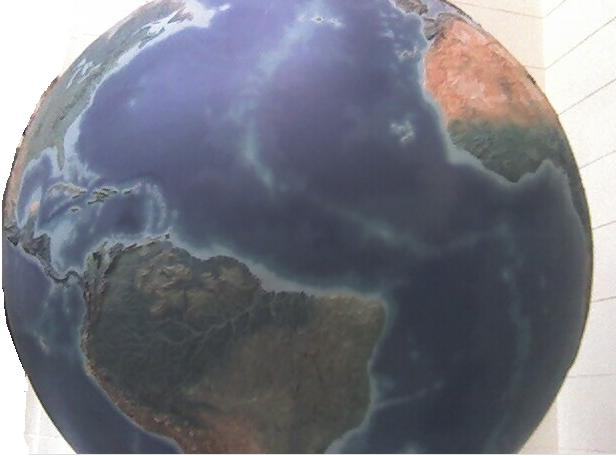
Les plaques tectoniques et la dérive des continents, illustrés sur le globe en relief du musée.

- l'Évolution de la Planète (Planet Evolution) : retrace l'histoire de l'apparition et de l'évolution de la vie sur Terre, depuis plus de quatre milliards d'années jusqu'à nos jours. Les visiteurs peuvent voir et comprendre comment les diverses extinctions massives de l'histoire de la Terre ont aidé à façonner tous les organismes et les écosystèmes. Il y a aussi une grande salle consacrée à la paléontologie et aux dinosaures (du plus petit au plus grand et de toutes les époques), ainsi que des expositions interactives ;
- la civilisation précolombienne : retrace treize mille années d'ingéniosité et de réalisations humaines dans l'hémisphère ouest, où des centaines de tribus diverses ont prospéraient durant l'époque précolombienne, bien avant l'arrivée des Européens. Dans cette grande exposition permanente, les visiteurs peuvent apprendre l'histoire épique des différents peuplements de ces continents, de l'Arctique à la pointe de l'Amérique du Sud et comprendre de quelles façon ces différentes tribus vivaient. Notamment exposés, des objets et réalisations des peuples amérindiens, mayas et aztèques ;
- des laboratoires d'études :
  - le Centre de découverte de l'ADN (ADN Discovery Center): les visiteurs peuvent observer de vrais scientifiques extraire de l'ADN à partir d'une variété d'organismes. Tous les jours, les visiteurs et amateurs peuvent aussi échanger avec un chercheur à travers une vitre et leur poser des questions et s'informer sur l'ADN et sur la recherche,
  - le Fossil Lab Prep McDonald : le public peut regarder comment les paléontologues s'y prennent dans la préparation à l'étude de vrais fossiles,
  - le Laboratoire Regenstein : mille six cents mètres carrés de collections sur les conservations. Les visiteurs peuvent observer que les restaurateurs travaillent à préserver et étudier des spécimens anthropologiques provenant de partout dans le monde.

D'autres expositions comprennent des sections sur le Tibet et la Chine, où les visiteurs peuvent voir les vêtements traditionnels. Il y a aussi une exposition sur la vie en Afrique, où les visiteurs peuvent en apprendre davantage sur les différentes cultures sur le continent et une exposition où les visiteurs peuvent « visiter » plusieurs îles du Pacifique comme Tahiti, Bora-Bora, l'archipel des Fidji ou encore Vanuatu.

#### Sue, leTyrannosaurus rex
Le 17 mai 2000, le musée Field a dévoilé Sue, le fossile de Tyrannosaurus rex le plus complet et le mieux préservé jamais découvert. Ce dernier mesure 12,8 mètres de long pour 4 mètres à hauteur de hanches ; il est vieux de 67 millions d'années. Le fossile a été nommé d'après la paléontologue qui en a fait la découverte, Sue Hendrickson, et bien qu'il soit communément appelé par un prénom féminin, le sexe réel du fossile reste inconnu. Sue a été découvert durant l'été 1990, dans le Dakota du Sud. Le crâne original, situé ailleurs dans le musée, n'a pas été monté sur le corps en raison des difficultés dans l'examen de l'échantillon de quatre mètres au niveau du sol, et pour des raisons esthétiques nominales (la réplique n'a pas besoin d'un support en acier sous la mandibule). L'examen des os a révélé que Sue mourut à vingt-huit ans, un record pour le reste fossilisé d'un T. rex.

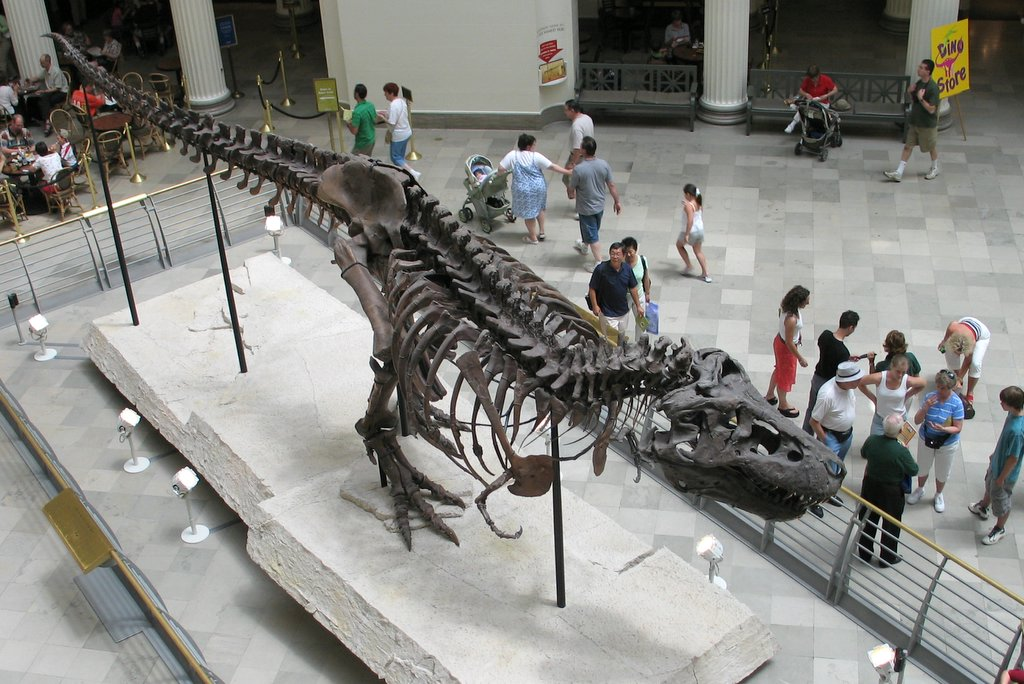
Sue, vue d'en haut.
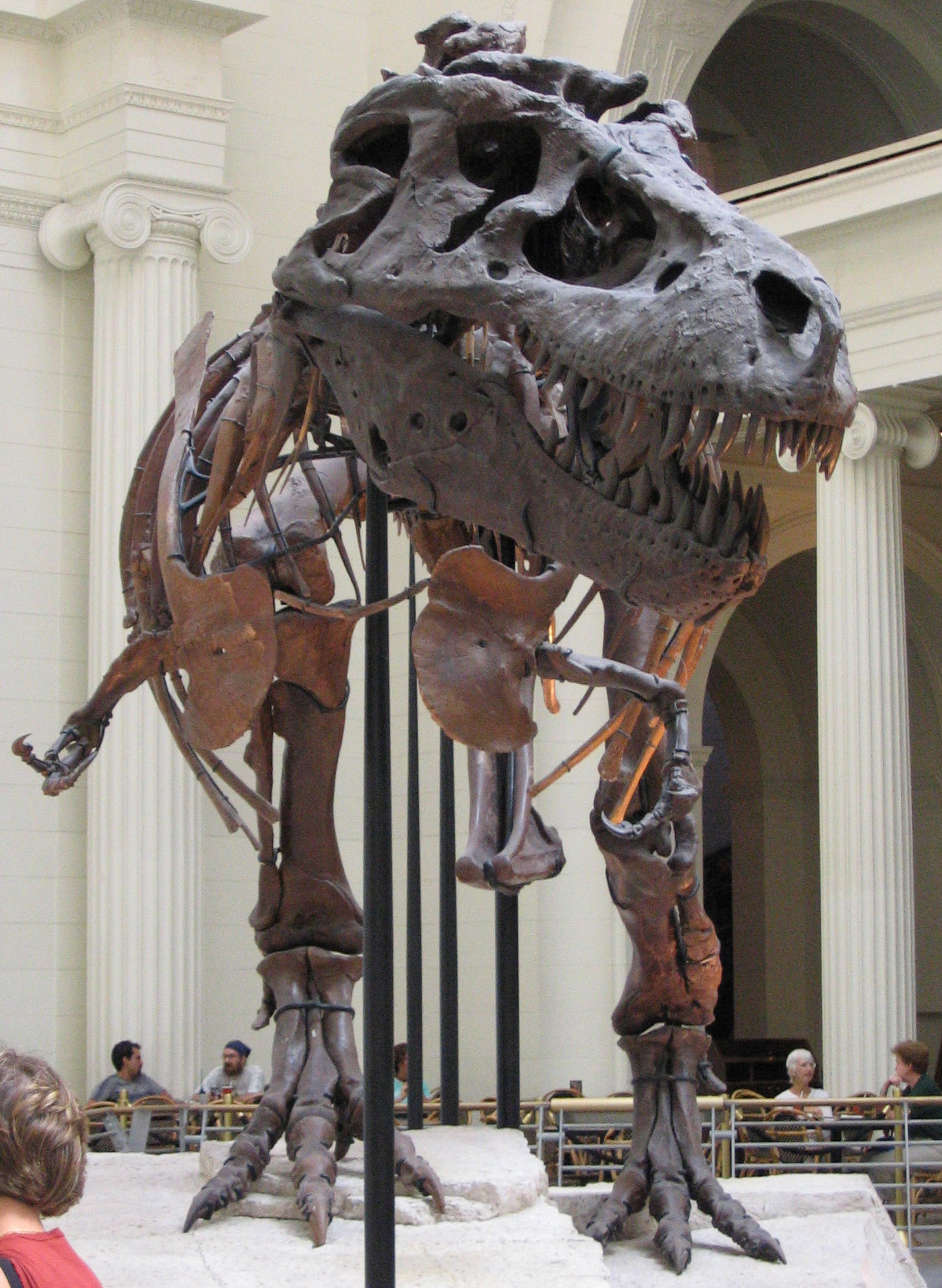
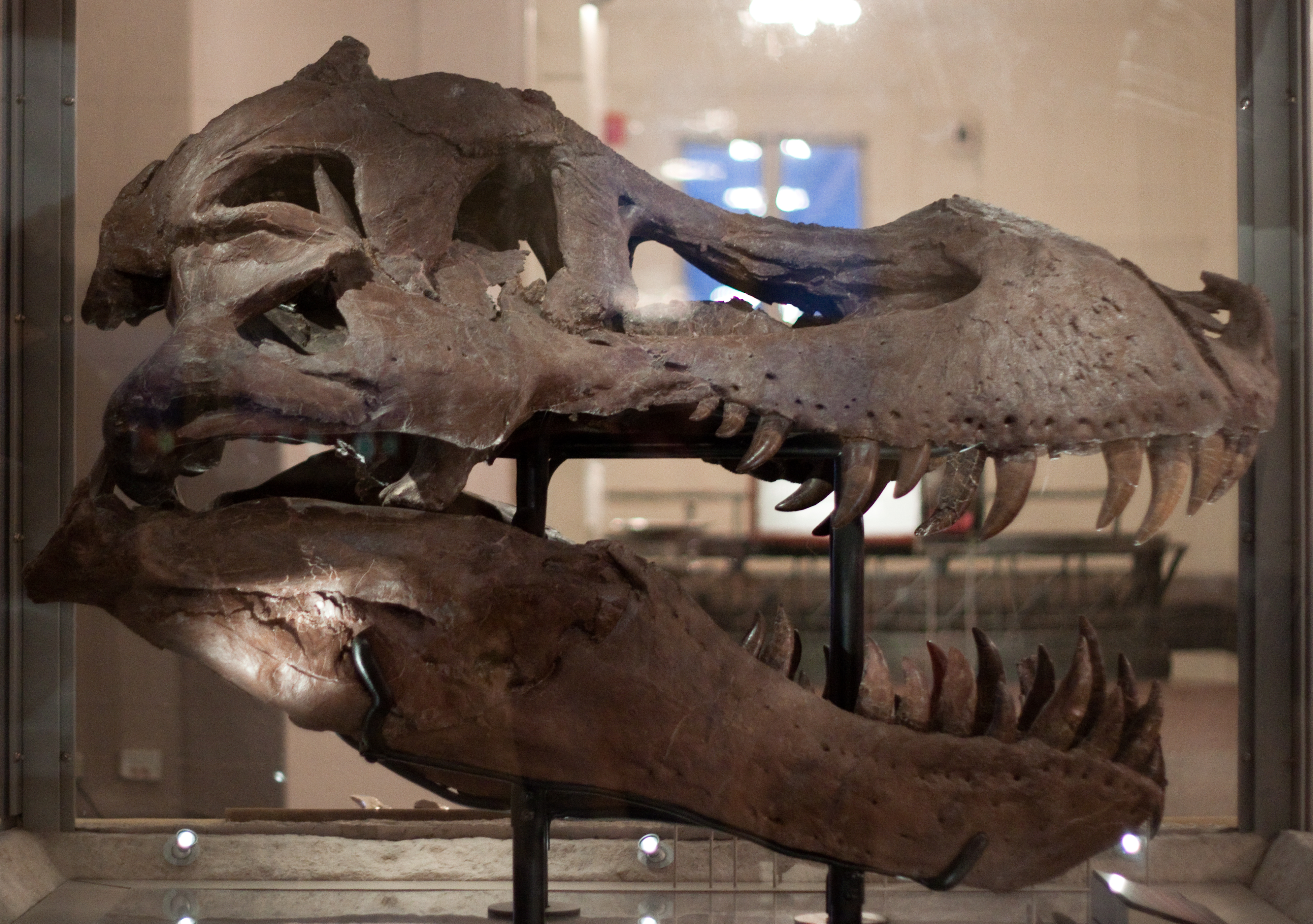
Crâne.
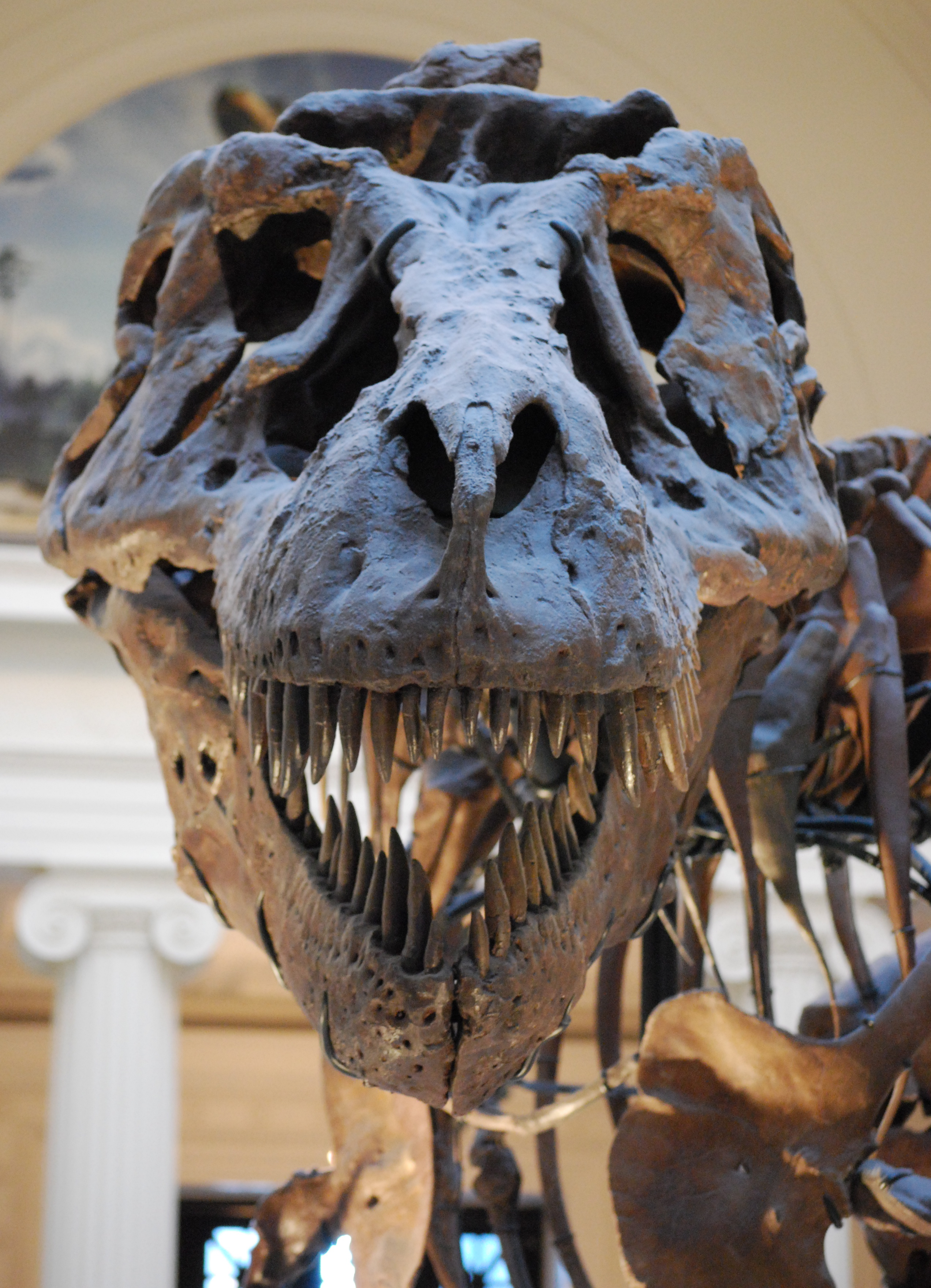
Sue, de face.
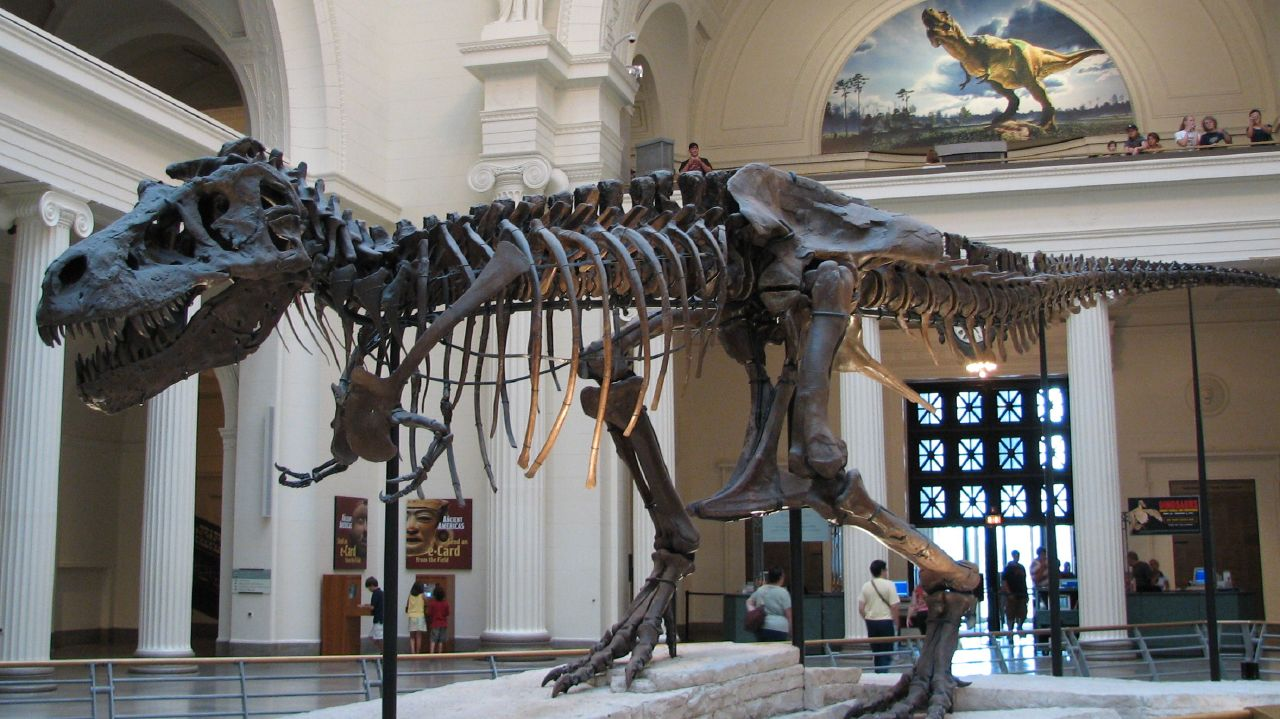
Sue, de côté.

### Bibliothèque
La bibliothèque du musée Field a été organisée en 1893 pour répondre aux besoins de recherche du personnel scientifique du musée, les chercheurs invités, des étudiants et des membres du grand public qui s'intéressent à l'histoire naturelle et sont une ressource essentielle pour la recherche du Musée, le développement de l'exposition et de l'éducation programmes. Les 275 000 volumes de la Recherche collections principales se concentrent sur la systématique biologique, comme la biologie environnementale et la biologie évolutive, l'anthropologie, la botanique, la géologie, l'archéologie, la muséologie et de sujets connexes. Quelques faits saillants de la Bibliothèque du musée Field comprennent :
- Collection Ayer : le secteur privé, principalement ornithologique, abrite la collection d'Edward E. Ayer, le premier président du musée. La collection contient pratiquement toutes les œuvres importantes de l'histoire de l'ornithologie et est particulièrement riche en œuvres illustrées en couleur.
- Collection Laufer : concerne la collection du Dr Berthold Laufer, premier sinologue d'Amérique et conservateur d'anthropologie jusqu'à sa mort en 1934. La bibliothèque abrite environ sept mille volumes sur l'anthropologie, l'archéologie, la religion, la science et les voyages dans de nombreuses langues occidentales et en tibétain, chinois et japonais.
- Archives photographiques : concerne une compilation de plus de 250 000 photographies dans les domaines de l'anthropologie, la botanique, la géologie et la zoologie. La collection possède également une riche documentation sur l'histoire et l'architecture du musée, de ses expositions, le personnel scientifique et les expéditions. Deux importantes collections des archives photographiques sont maintenant disponibles via les archives numériques de l'Illinois (IDA) : World's Columbian Exposition of 1893 from The Field Museum et Urban Landscapes from The Field Museum. En avril 2009, la Photothèque fait partie de la Chambre des communes Flickr .
- Karl P. Schmidt Memorial Library Herpetological : nommée en l'honneur de Karl Patterson Schmidt, est une bibliothèque de recherche qui contient plus de deux mille livres herpétologiques et une vaste collection de photographies sourcées[10].

## Galerie d'images

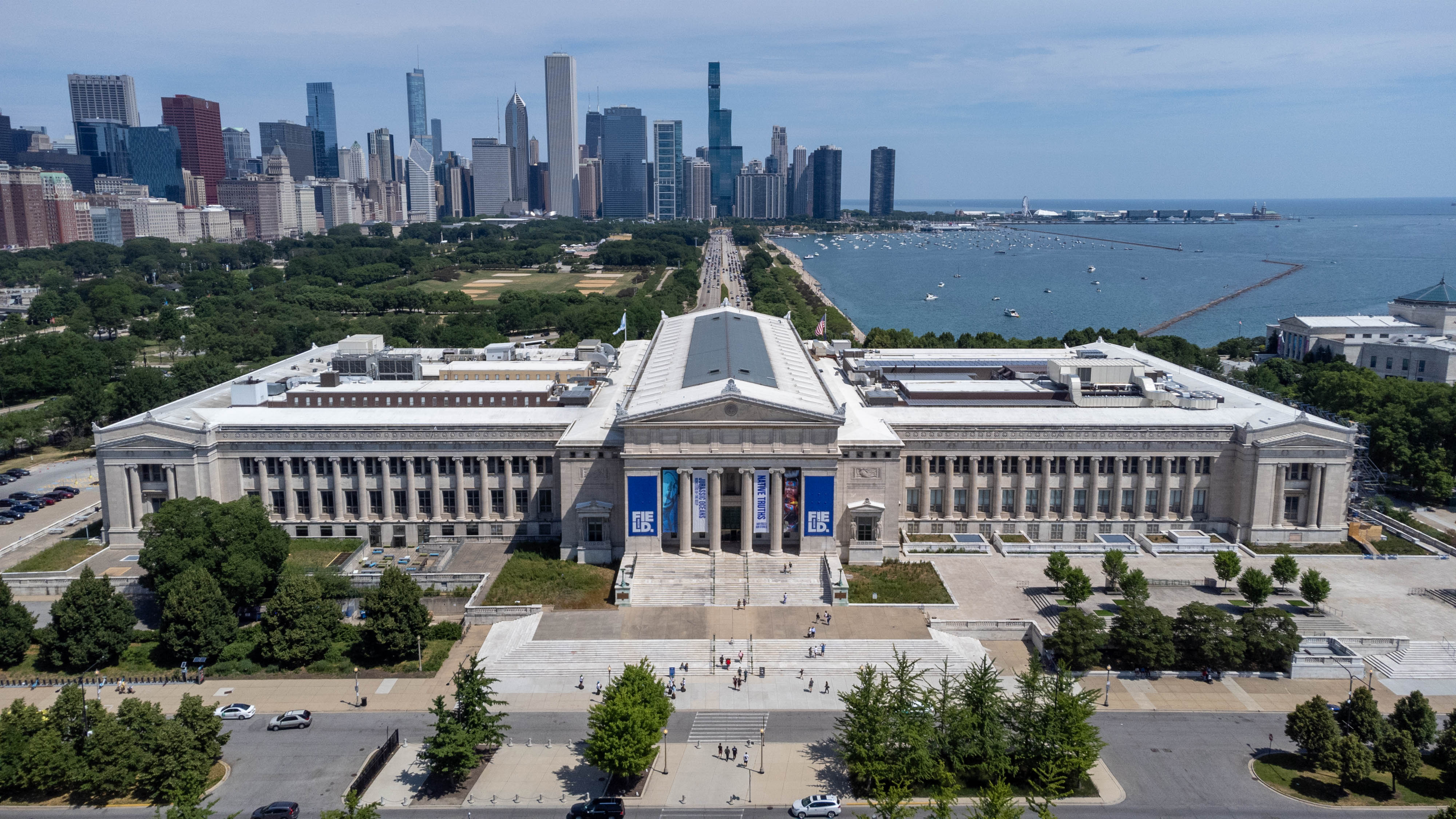
Vue aérienne du musée Field.
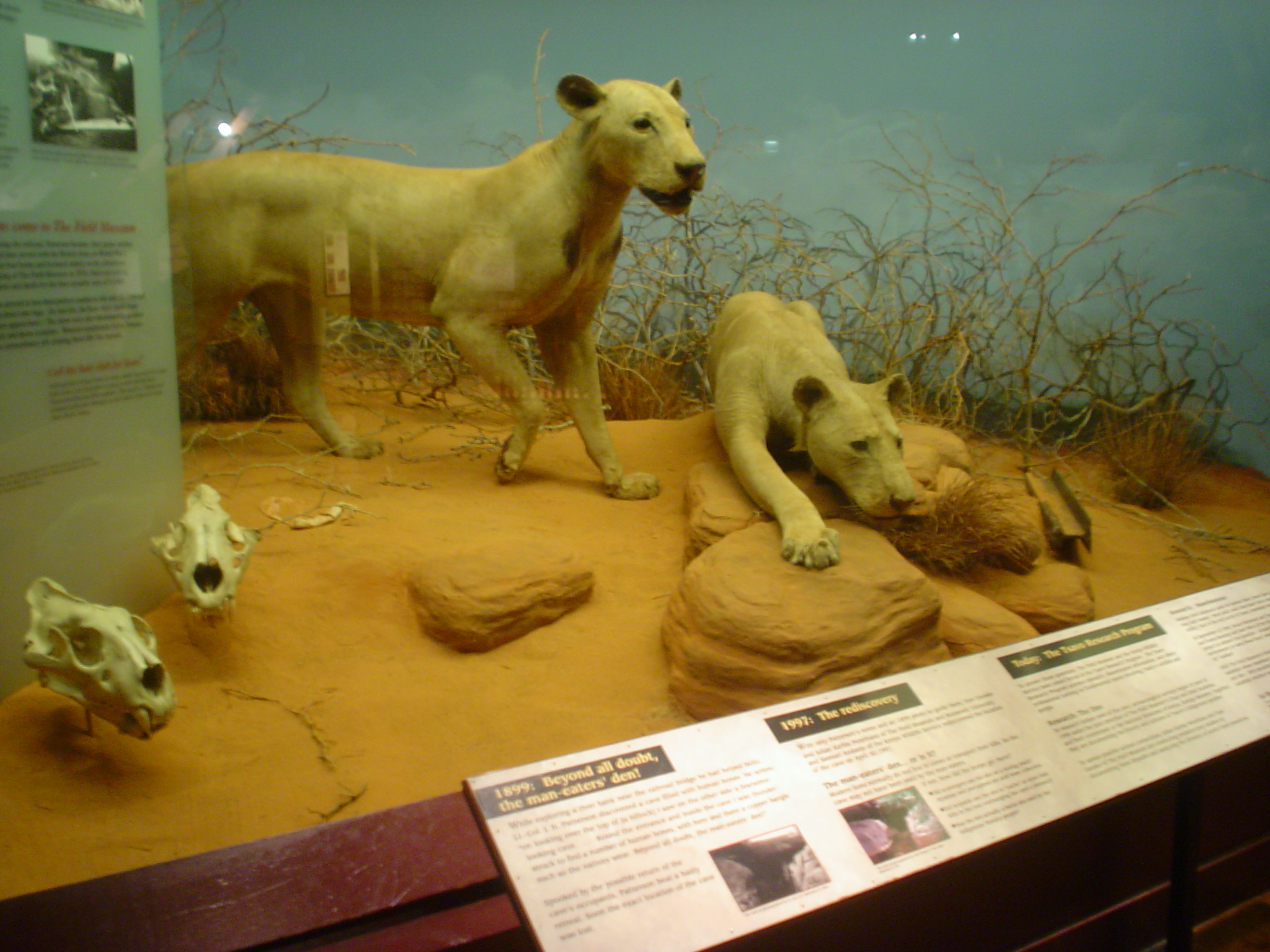
Lions de Tsavo.
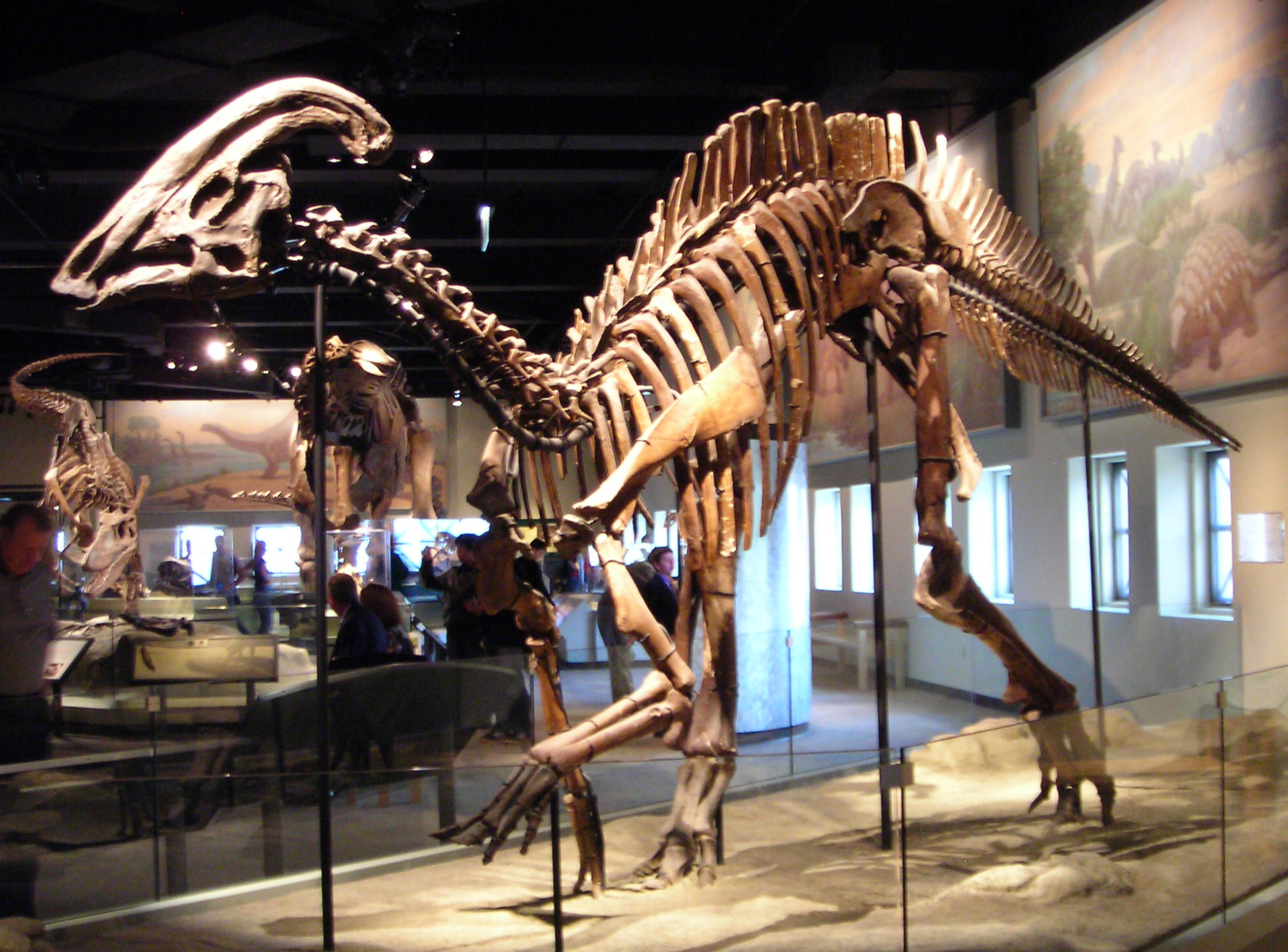
Squelette de Parasaurolophus.
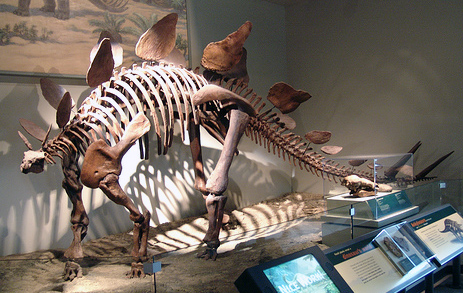
Squelette de Stegosaurus.
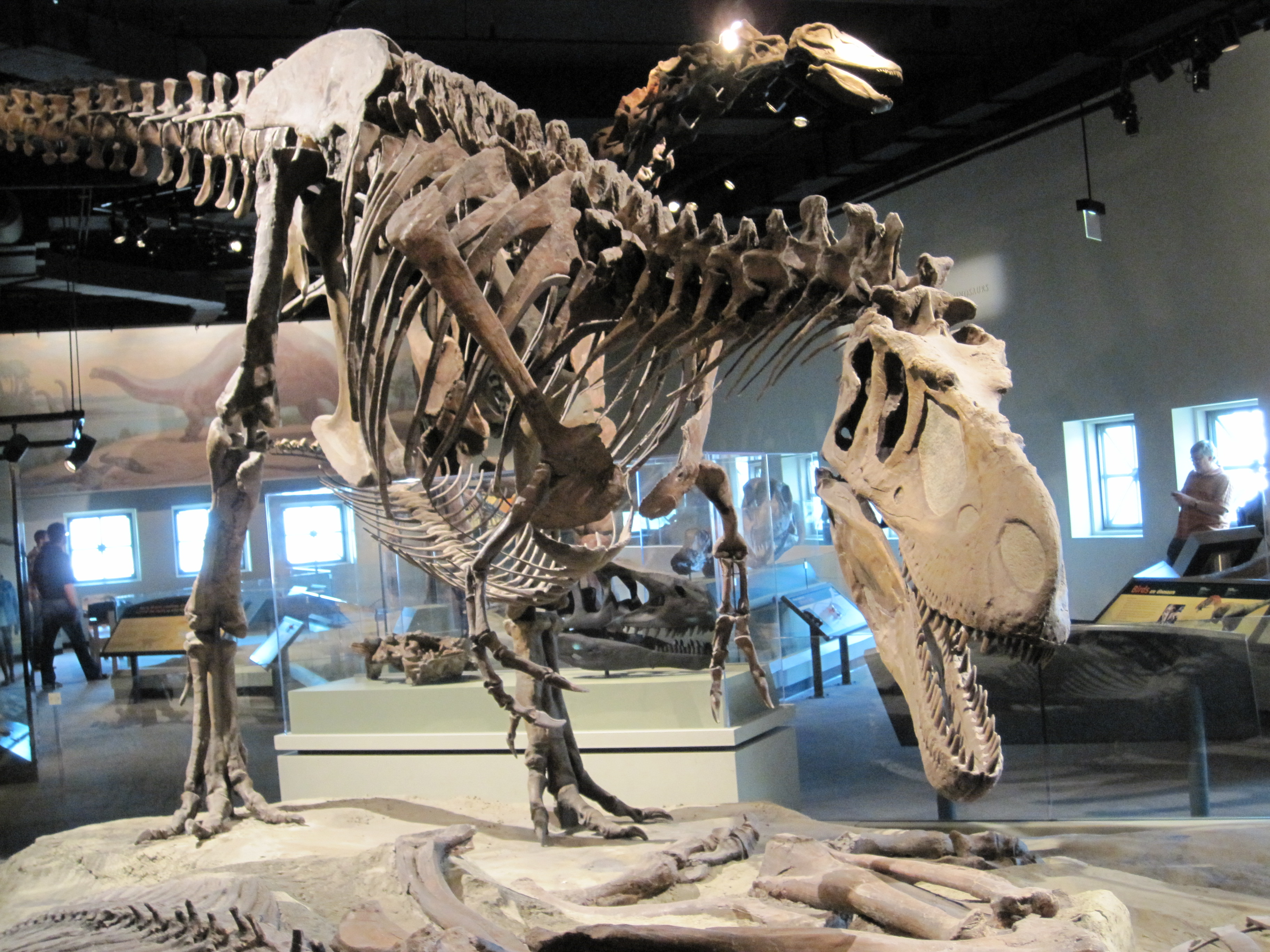
Squelette de Daspletosaurus.

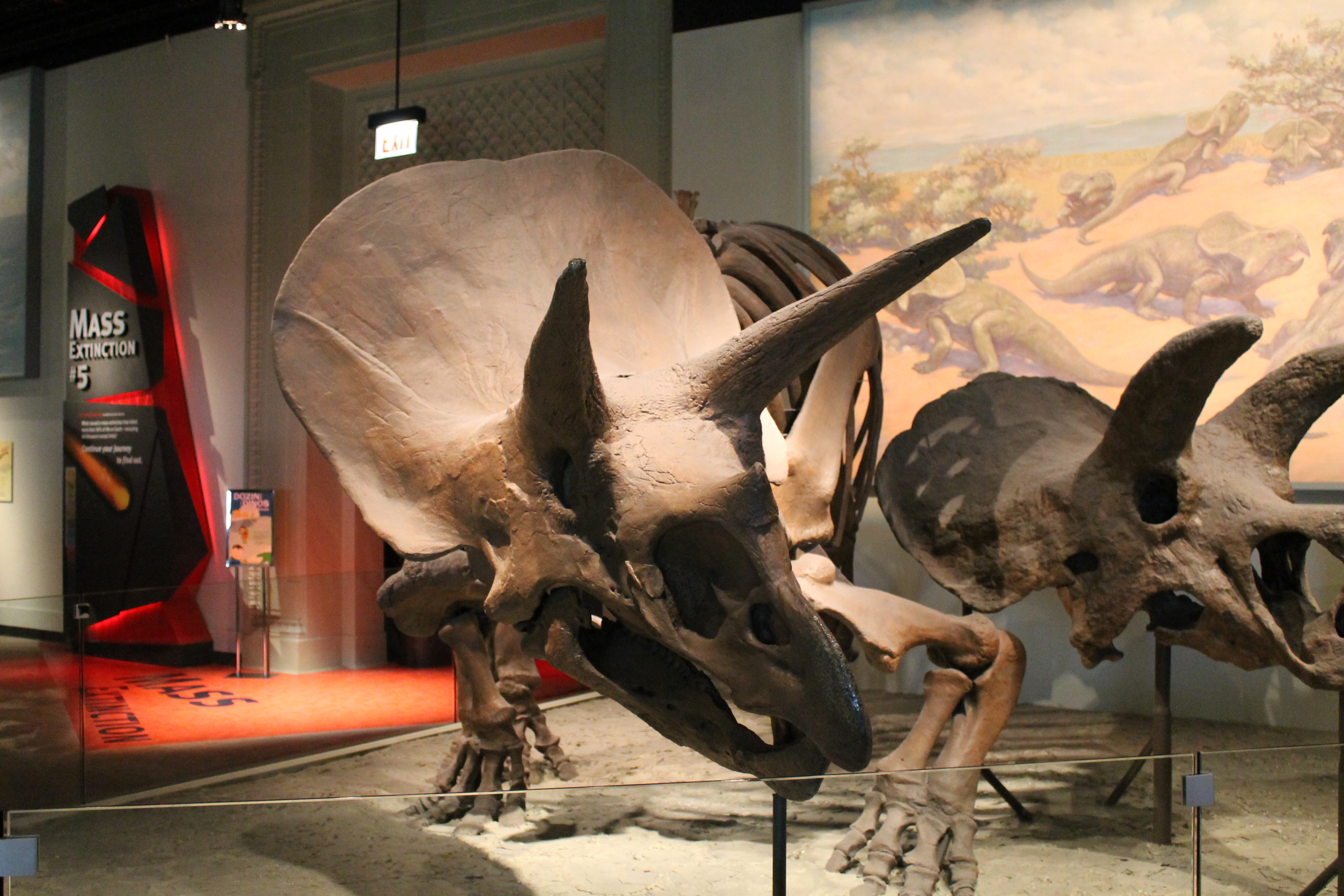
Squelette de Triceratops.
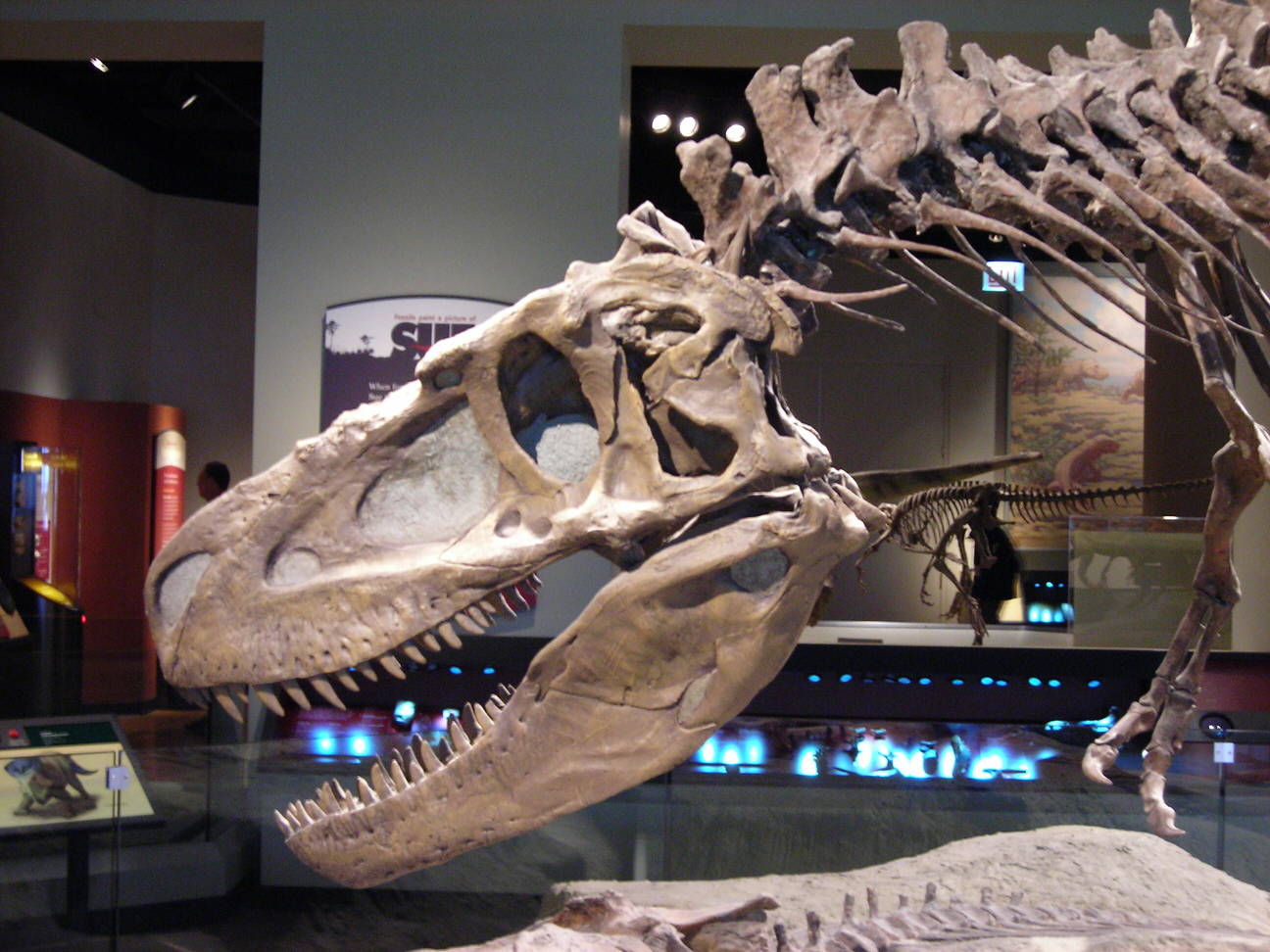
Crâne vu de profil de Daspletosaurus.
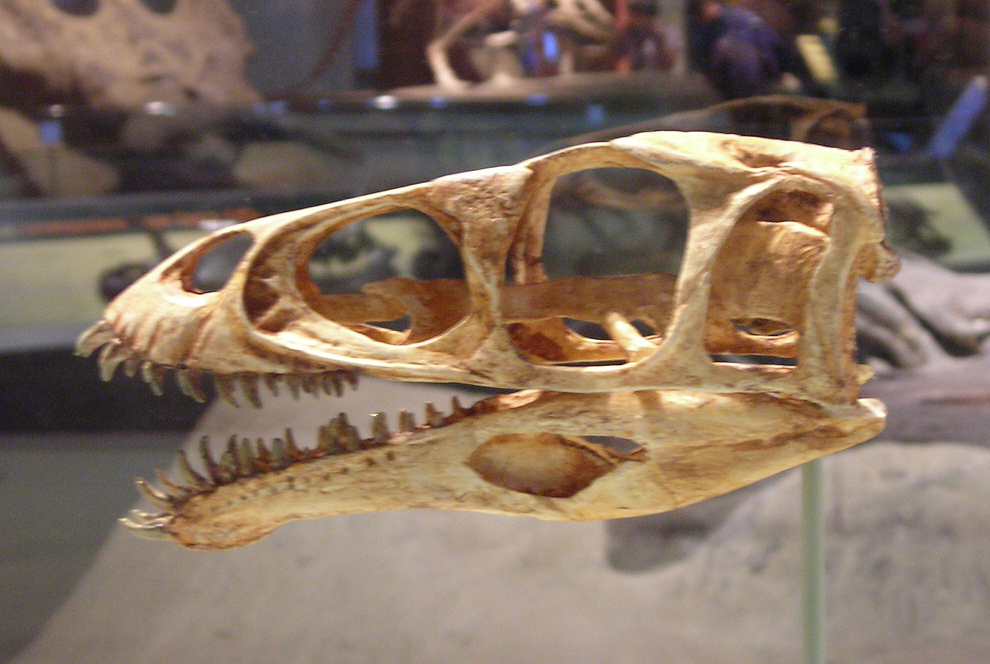
Crâne de Masiakasaurus.
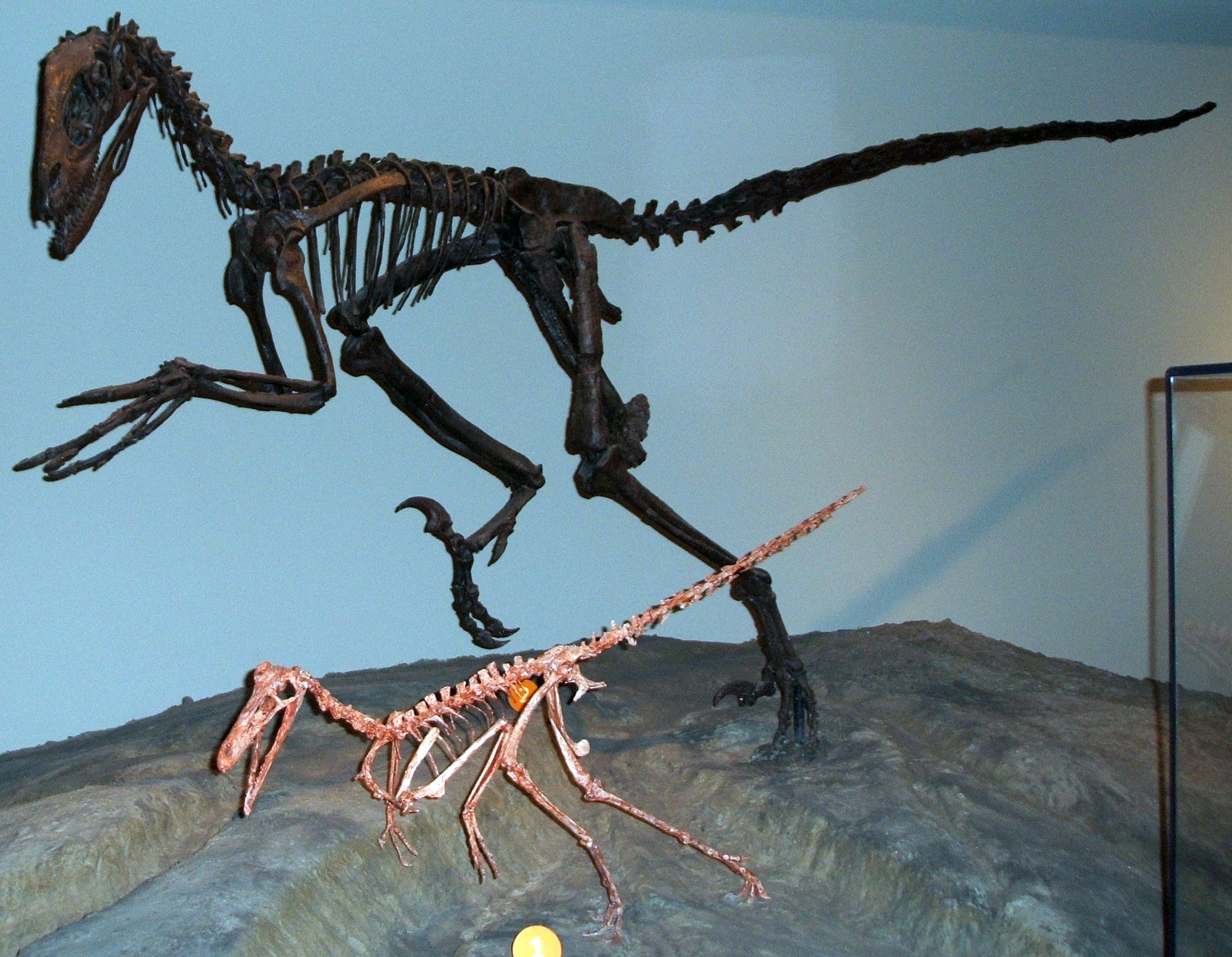
Squelettes de  Buitreraptor et Deinonychus.
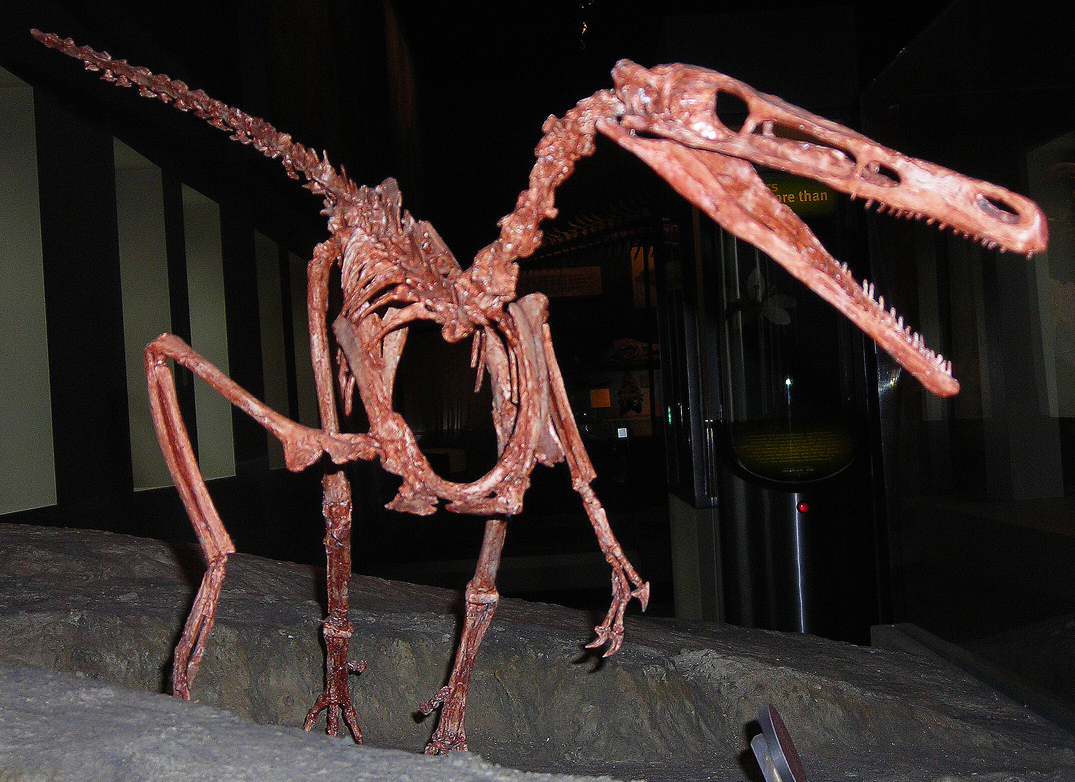
Squelette de Buitreraptor.

## Dans la culture populaire
Tourné en 1988, le film La Vie en plus avec Kevin Bacon, Elizabeth McGovern et Alec Baldwin, comporte plusieurs scènes dans le musée. Relic, avec Tom Sizemore et Penelope Ann Miller fut en partie tourné dans le musée en 1996, mais aussi Poursuite avec Keanu Reeves, tourné la même année.